# Rony Jason
Rony Mariano Bezerra de Lima, conhecido por Rony Jason (Quixadá, 21 de março de 1984), é um lutador de MMA brasileiro que compete na categoria dos pesos-pena. Profissional desde 2006, Jason fez um nome para si mesmo lutando por todo o Brasil. Rony foi o vencedor do The Ultimate Fighter: Brasil em sua categoria. É conhecido como Jason por entrar no ringue com uma máscara do personagem dos filmes de terror.

## Carreira no MMA
Jason começou a treinar artes marciais aos quinze anos de idade, na cidade de Quixadá-CE na Academia Bad Wolf quando ele ainda se dizia "criança" e disse ter um amor pelas artes marciais. Filho de pais separados, a partir dos dezesseis anos deixou a companhia materna passando a morar com o pai na cidade de Mossoró-RN, onde treinou durante vários anos da adolescência até ser graduado faixa preta na Academia Combate Real, pelo então Prof. João Paulo Freire, antes de fazer sua primeira luta em 2006, sob a orientação da equipe Moab Vale-Tudo-MVT do experiente lutador Moab Florêncio contra Alessandro Cabeça em sua estreia no profissional, vencendo por Nocaute Técnico no segundo round. No ano de 2010 morou na sede dessa Academia (Combate Real) por aproximadamente 3 meses em virtude de desentendimento, logo contornado, com seu genitor. Deixou a moradia paterna em Mossoró em março de 2011, indo morar na Academia Team Nogueira no Rio de Janeiro a convite dos Irmãos Nogueira (Minotauro e Minotouro), após indicação dos Irmãos Pitbull (Patrício e Patricky).
Com um cartel de apenas 2-0, Jason fez uma luta dura contra a futura estrela do WEC e UFC, Renan Barão. A luta muito acirrada aconteceu em Natal-RN e terminou em uma vitória apertada, por decisão dividida, para "Barão". Ganhou a próxima luta por finalização antes de sofrer sua segunda derrota no MMA para o experiente João Paulo Rodrigues de Souza. Jason se recuperou dessa derrota vencendo o futuro lutador do UFC, Felipe "Sertanejo" Arantes em Curitiba-PR e logo após, seu companheiro Felipe Alves em Rio Negrinho-SC.
Em 5 de dezembro de 2009 no Platinum Fight Brazil 2, Rony lutou contra o futuro lutador do Bellator, Genair da Silva. Rony perdeu a luta por interrupção médica após o término do segundo round.

### The Ultimate Fighter
Recentemente foi um dos 32 escolhidos para as eliminatórias do programa The Ultimate Fighter: Brasil. Na sua luta eliminatória venceu Dileno Lopes por nocaute técnico no primeiro round e garantiu sua vaga na casa do TUF. Na escolha dos times, Jason foi um dos escolhidos para o time de Wanderlei Silva.
Nas quartas-de-finais, Rony foi designado para lutar contra seu amigo e parceiro de treino Anistávio Gasparzinho. Rony ganhou a luta por finalização técnica depois de aplicar um "armlock"(chave de braço) em Gasparzinho, quase quebrando o braço o que forçou o árbitro a intervir e parar a luta. Esse "armlock" lhe rendeu posteriormente a titulação de melhor finalização do evento e um prêmio em dinheiro no valor de R$ 45.000,00
Na semifinal Jason foi escolhido para enfrentar Hugo Wolverine do Time Vitor. Depois de três rounds, Rony foi declarado vencedor por decisão unânime. A vitória o levou para as finais do programa contra Godofredo Pepey.

### Ultimate Fighting Championship
Jason fez a final do The Ultimate Fighter: Brasil da categoria dos Pesos Penas no UFC 147 em 23 de junho de 2012 vencendo Godofredo Pepey por decisão unânime e se tornando o primeiro vencedor de um The Ultimate Fighter no Brasil. Além disso, ele ganhou um contrato de seis lutas com o UFC, sendo esse o prêmio do reality.
Rony lutou no UFC 153 contra o americano Sam Sicilia. Jason nocauteou o americano com uma sequência avassaladora de golpes, obrigando o árbitro a interromper a luta no segundo round. Esse nocaute lhe valeu o bônus de "Nocaute da Noite" concedido pela organização do UFC no valor de $70.000(setenta mil dólares americanos).
Rony enfrentou Mike Wilkinson no UFC on Fuel TV: Nogueira vs. Werdum em Fortaleza e venceu por finalização com um triângulo no primeiro round, sendo ovacionado pelo público no Ginásio Paulo Sarasate
Rony era esperado para enfrentar Jeremy Stephens em 9 de Outubro de 2013 no UFC Fight Night: Maia vs. Shields, porém Rony se lesionou e a luta foi cancelada.
A luta foi remarcada para 9 de Novembro de 2013 no UFC Fight Night: Belfort vs. Henderson II. Stephens nocauteou Rony logo aos 40 segundos do 1º round, com uma canelada que foi ao encontro do overhand de Jason. Ainda segundo informações do Canal Combate durante a transmissão ao vivo, Rony teria chegado ao vestiário descontente com a derrota e desferido um soco contra a parede, fraturando o próprio punho.
Rony se recuperou da derrota vencendo Steven Siler em 23 de Março de 2014 no UFC Fight Night: Shogun vs. Henderson II realizado no Rio Grande do Norte na cidade de Natal. Venceu por nocaute técnico no primeiro round com 1 minuto e 17 segundos de luta. O nocaute saiu depois de Rony Jason encaixar uma sequência de socos.
Jason sofreu mais uma derrota na carreira ao perder por decisão dividida para Robbie Peralta em 31 de Maio de 2014 no UFC Fight Night: Miocic vs. Maldonado, em uma decisão muito polêmica. Após a luta, em entrevista ao canal Combate, Rony afirmou que quebrou a mão logo no primeiro round, mostrando ferimento causado pelo osso quebrado.
Rony era esperado para enfrentar o finlandês Tom Niinimaki no UFC Fight Night: Machida vs. Dollaway em 20 de dezembro de 2014. No entanto, uma lesão em sua mão esquerda obrigou que ele deixasse o card, sendo substituído pelo estreante Renato Carneiro.
Rony enfrentou o americano Damon Jackson em 30 de Maio de 2015 no UFC Fight Night: Condit vs. Alves. Parcialmente venceu por finalização com um triângulo no primeiro round. No entanto, testou positivo para substância hidroclorotiazida, e o triunfo do cearense no combate foi transformando em No Contest (Sem resultado), devido ao caso de doping, pela CABMMA (Comissão Atlética Brasileira de MMA).

## Cartel no MMA
| Cartel no MMA   |             |            |
| 22 lutas        | 14 vitórias | 7 derrotas |
| Por nocaute     | 5           | 2          |
| Por finalização | 8           | 1          |
| Por decisão     | 1           | 4          |
| No contest      | 1           | 1          |

| Res.    | Cartel   | Oponente                      | Método                               | Evento                                    | Data                   | Round | Tempo | Local                | Notas                                                                                      |
| ------- | -------- | ----------------------------- | ------------------------------------ | ----------------------------------------- | ---------------------- | ----- | ----- | -------------------- | ------------------------------------------------------------------------------------------ |
| Derrota | 14-7 (1) | Jeremy Kennedy                | Decisão (unânime)                    | UFC Fight Night: Belfort vs. Gastelum     | 11 de março de 2017    | 3     | 5:00  | Fortaleza            |                                                                                            |
| Derrota | 14-6 (1) | Dennis Bermudez               | Decisão (unanime)                    | UFC Fight Night: Rodríguez vs. Caceres    | 6 de agosto de 2016    | 3     | 5:00  | Salt Lake City, Utah |                                                                                            |
| NC      | 14-5 (1) | Damon Jackson                 | Sem resultado (No Contest)           | UFC Fight Night: Condit vs. Alves         | 30 de maio de 2015     | 1     | 3:35  | Goiânia              | Originalmente vitória por finalização. Testou positivo para a substância hidroclorotiazida |
| Derrota | 14-5     | Robbie Peralta                | Decisão (dividida)                   | UFC Fight Night: Miocic vs. Maldonado     | 31 de maio de 2014     | 3     | 5:00  | São Paulo            |                                                                                            |
| Vitória | 14-4     | Steven Siler                  | Nocaute Técnico (socos)              | UFC Fight Night: Shogun vs. Henderson II  | 23 de março de 2014    | 1     | 1:17  | Natal                |                                                                                            |
| Derrota | 13-4     | Jeremy Stephens               | Nocaute (chute na cabeça)            | UFC Fight Night: Belfort vs. Henderson II | 9 de novembro de 2013  | 1     | 0:40  | Goiânia              |                                                                                            |
| Vitória | 13-3     | Mike Wilkinson                | Finalização Técnica (triângulo)      | UFC on Fuel TV: Nogueira vs. Werdum       | 8 de junho de 2013     | 1     | 1:24  | Fortaleza            |                                                                                            |
| Vitória | 12-3     | Sam Sicilia                   | Nocaute Técnico (socos)              | UFC 153: Silva vs Bonnar                  | 13 de outubro de 2012  | 2     | 4:16  | Rio de Janeiro       | Nocaute da Noite                                                                           |
| Vitória | 11-3     | Godofredo Pepey               | Decisão (unânime)                    | UFC 147: Silva vs. Franklin II            | 23 de junho de 2012    | 3     | 5:00  | Belo Horizonte       | Venceu o TUF: Brasil nos Penas.                                                            |
| Vitória | 10–3     | Reginaldo Vieira              | Finalização (chave de braço)         | MF - Max Fight 10                         | 10 de novembro de 2011 | 1     | 1:25  | São Paulo            | Ganhou o Cinturão Peso Pena do Max Fight                                                   |
| Vitória | 9–3      | Anderson de Deus              | Finalização (katagatame)             | HFR - High Fight Rock 1                   | 17 de setembro de 2011 | 1     | 3:12  | Goiânia              |                                                                                            |
| Vitória | 8-3      | Marlon Medeiros               | Finalização (triângulo)              | MF - Max Fight 9                          | 16 de julho de 2011    | 1     | 3:14  | Campinas             |                                                                                            |
| Vitória | 7–3      | Diego Ribeiro                 | Nocaute Técnico (socos)              | FTF - Face to Face 4                      | 23 de abril de 2011    | 1     | 0:43  | Rio de Janeiro       |                                                                                            |
| Vitória | 6–3      | Jurandir Sardinha             | Finalização (triângulo)              | WFE 8 - Platinum                          | 15 de dezembro de 2010 | 1     | 1:15  | Salvador             |                                                                                            |
| Derrota | 5-3      | Genair da Silva               | Nocaute Técnico (interrupção médica) | PFB - Platinum Fight Brazil 2             | 5 de dezembro de 2009  | 2     | 5:00  | Rio de Janeiro       |                                                                                            |
| Vitória | 5–2      | Felipe Alves                  | Finalização (mata leão)              | HFC - Hawk Fight Championship             | 10 de outubro de 2009  | 1     | 0:38  | Rio Negrinho         |                                                                                            |
| Vitória | 4–2      | Felipe Arantes                | Finalização (triângulo)              | Samurai FC - Samurai Fight Combat         | 12 de setembro de 2009 | 1     | 4:53  | Curitiba             |                                                                                            |
| Derrota | 3–2      | João Paulo Rodrigues de Souza | Finalização (pisão no corpo)         | PFB - Platinum Fight Brazil               | 13 de agosto de 2009   | 2     | 2:30  | Natal                |                                                                                            |
| Vitória | 3–1      | Renan Falcon                  | Finalização (chave de braço)         | Leal Combat - Mossoro                     | 4 de setembro de 2007  | 1     | N/A   | Mossoró              |                                                                                            |
| Derrota | 2–1      | Renan Barão                   | Decisão (dividida)                   | CFN - Cage Fight Nordeste                 | 9 de novembro de 2006  | 3     | 5:00  | Natal                |                                                                                            |
| Vitória | 2–0      | Fernando Gardner              | Nocaute (pisão)                      | HF - Hikari Fight                         | 8 de novembro de 2006  | 1     | N/A   | Natal                |                                                                                            |
| Vitória | 1–0      | Alessandro Cabeça             | Nocaute Técnico (socos)              | NMFVT - Nordeste Mega Fight Vale Tudo 2   | 4 de maio de 2006      | 2     | 4:15  | Mossoró              |                                                                                            |